# A Star-Crossed Wasteland
| Recensione   | Giudizio |
| ------------ | -------- |
| AllMusic     | [ 1 ]    |
| Sputnikmusic | [ 2 ]    |

A Star-Crossed Wastelad è il terzo album in studio del gruppo heavy metal statunitense In This Moment, pubblicato il 9 luglio del 2010 dalla Century Media Records. L'album è stato anche pubblicato in versione Deluxe con abbinato un DVD, contenente materiale inedito.

## Il disco
Prima che iniziassero la prima fase del loro tour di apertura alla fine del 2009, Maria Brink ha annunciato che avevano iniziato a scrivere brani per il loro prossimo terzo album, che sarebbe stato realizzato l'estate successiva. A gennaio, in un post su Myspace, il gruppo spiega i suoni di A Star-Crossed Wasteland, parlando dei loro piani per il 2010. 
(Maria Brink Myspace)

## Tracce
Testi di Maria Brink, musiche di In This Moment e Kevin Churko.
1. The Gun Show – 4:47
2. Just Drive – 3:27
3. The Promise (feat. Adrian Patrick) – 4:28
4. Standing Alone – 3:51
5. A Star-Crossed Wasteland – 4:31
6. Blazin' – 4:21
7. The Road (feat. Gus G.) – 4:04
8. Iron Army – 3:27
9. The Last Cowboy – 3:54
10. World in Flames – 5:21

Tracce bonus dell'edizione giapponese
1. The Promise (Radio Edit)
2. A Star-Crossed Wasteland (Unplugged) – 4:50
3. The Promise (Instrumental)
4. The Gun Show (Instrumental)

Tracce bonus dell'edizione Deluxe
1. Remember – 4:23
2. A Star-Crossed Wasteland (Unplugged) – 4:50

DVD
1. Maria & Chris answer fan-submitted questions – 27:19
2. World in Flames (Live Unplugged) – 5:02
3. In the Studio/Making of A Star-Crossed Wasteland – 8:24
4. Getting ready and shopping with Maria on Melrose – 4:30
5. Making of "The Gun Show" – 5:36

## Formazione
Hanno partecipato alle registrazioni secondo le note dell'album:
In This Moment
- Maria Brink – voce, pianoforte
- Chris Howorth – chitarra solista, cori
- Blake Bunzel – chitarra ritmica
- Jeff Fabb – batteria, percussioni
- Kyle Konkiel – basso

Altri Musicisti
- Adrian Patrick – voce (traccia 3)
- Gus G. – chitarra solista (traccia 7)

Tecnici
- Kevin Churko – produttore, ingegneria del suono, missaggio
- Kane Churko – ingegnere aggiunto, Pro tools

## Date di pubblicazione
| Regione        | Data        |
| -------------- | ----------- |
| 9 luglio 2010  | Europa      |
| 12 luglio 2010 | Regno Unito |
| 13 luglio 2010 | Stati Uniti |
| 25 agosto 2010 | Giappone    |

## Classifiche
| Classifica (2010)         | Posizione massima |
| ------------------------- | ----------------- |
| Stati Uniti               | 40                |
| Stati Uniti (Alternative) | 8                 |
| Stati Uniti (Hard Rock)   | 4                 |
| Stati Uniti (Independent) | 1                 |
| Stati Uniti (Top Rock)    | 13                |